# Azanne
De Azanne of Azannes is een riviertje met een lengte van 13 km in het stroomgebied van de Maas.
Hij stroomt in het noorden van de Franse departement Meuse. De Azanne mondt uit in de Loison, een zijriviertje van de Chiers, die op haar beurt in de Maas uitstroomt.